# Ceanothus griseus
Ceanothus griseus là một loài thực vật có hoa trong họ Táo. Loài này được (Trel. ex B.L.Rob.) McMinn mô tả khoa học đầu tiên năm 1942.

## Hình ảnh

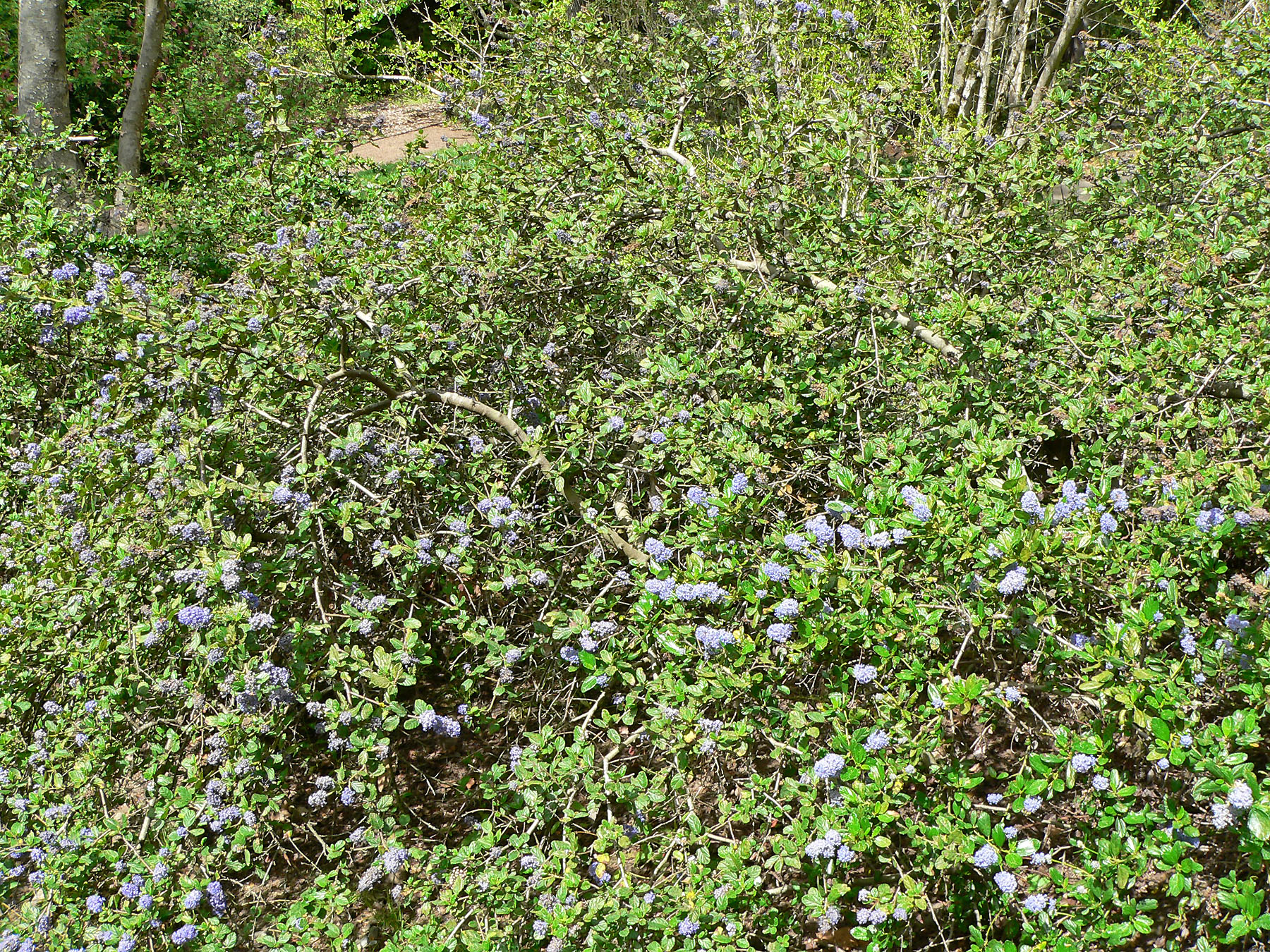
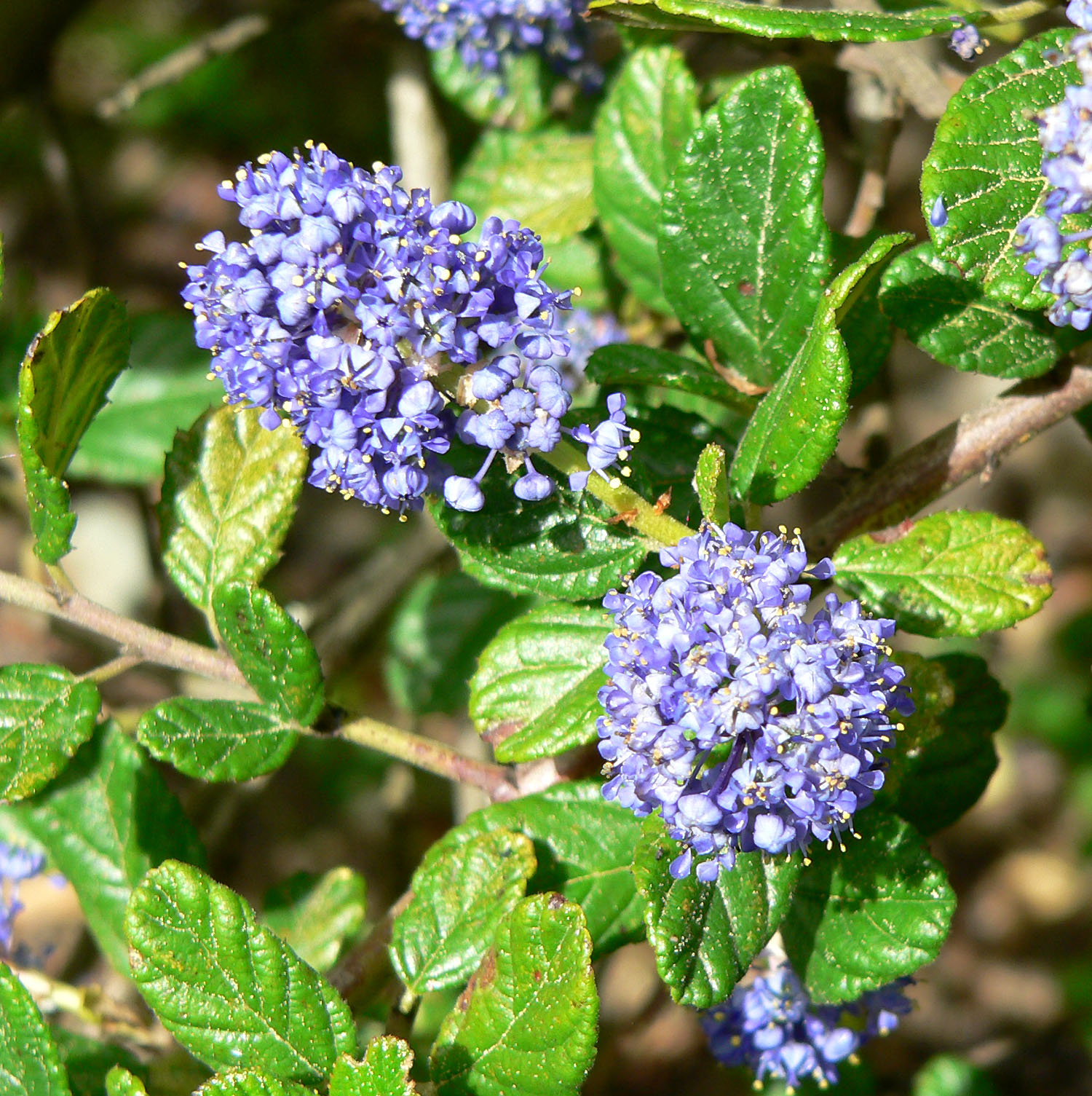
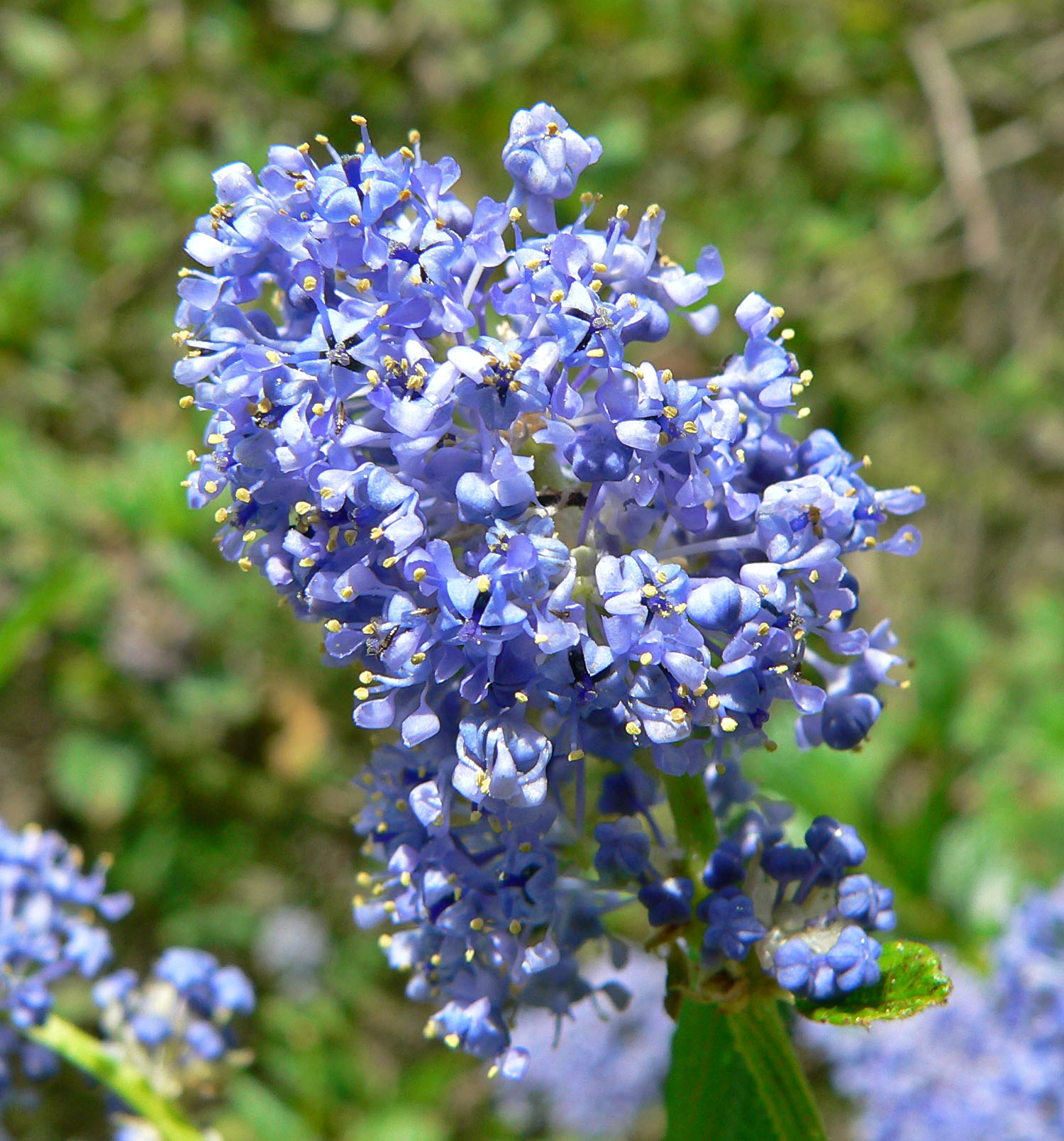
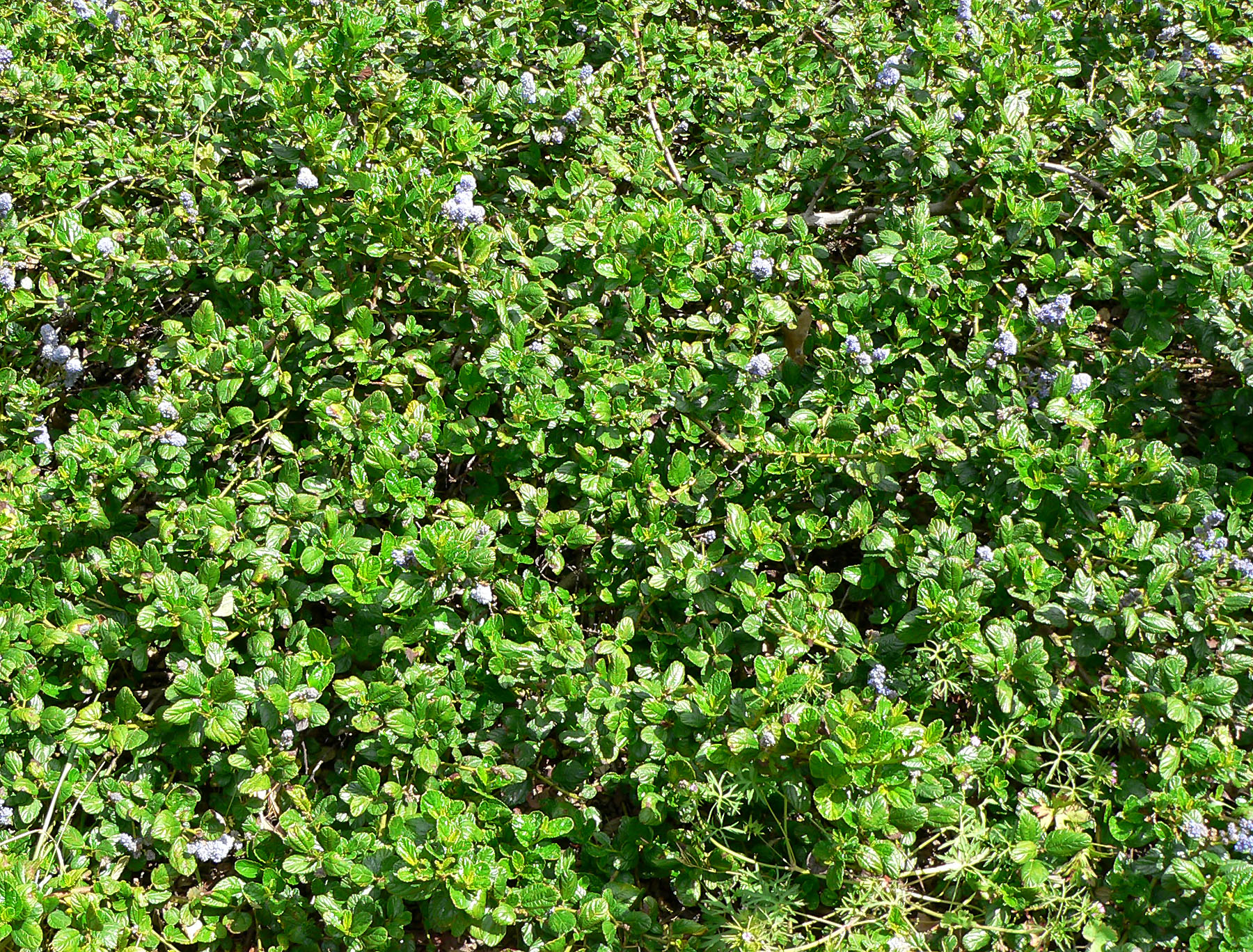